# Pedro Mascarenhas

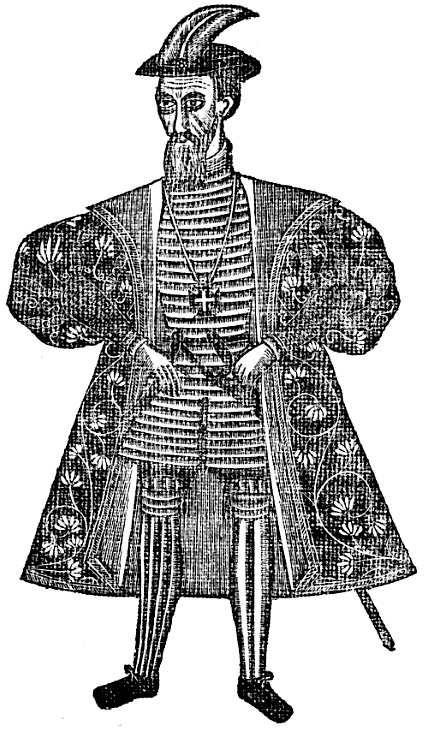
Bildnis des Pedro Mascarenhas in Faria e Sousas Buch „Ásia Portuguesa“ aus dem Jahr 1674

Pedro Mascarenhas (* um 1484 in Mértola, Portugal; † 23. Juni 1555 in Goa, Indien) war ein portugiesischer Seefahrer, Entdecker und Diplomat. Mascarenhas gilt als Entdecker der Inselgruppe der Maskarenen, deren Namensgeber er ist.

## Leben
Mascarenhas diente in der Flotte des portugiesischen Vizekönigs von Indien, Dom Garcia de Noronha, und war als Sohn einer wohlhabenden Familie maßgeblich am Gewürzhandel beteiligt. Als er 1510 bei der Umrundung des Kaps der Guten Hoffnung von Aufständen Einheimischer in der Region Goa erfuhr, trennte er sich von der übrigen Flotte und versuchte einen schnelleren Seeweg zu finden, um den in Bedrängnis geratenen Portugiesen zu Hilfe zu eilen.
Die damals bekannte Route nach Indien ging entlang der afrikanischen Ostküste nach Norden, wo der Indische Ozean durchquert wurde, um an der indischen Malabarküste zu landen. Mascarenhas hingegen segelte vom Kap der Guten Hoffnung ausgehend ostwärts in kaum bekannte Gewässer und entdeckte im April 1512 die Insel La Réunion, Teil der Inselgruppe, die später nach ihm Maskarenen genannt wurde. Zu diesem Archipel zählen neben Réunion unter anderem die Inseln Mauritius und Rodrigues.
Im weiteren Verlauf seiner Karriere wurde Mascarenhas von König Dom João III. zum Botschafter in Rom ernannt, wo er die portugiesischen Interessen beim Kirchenstaat vertrat. 1554 wurde Mascarenhas von Philipp II. zum Vizekönig von Portugiesisch-Indien benannt, neun Monate nach Amtsantritt verstarb er in Goa im Alter von 71 Jahren.